# Mãn Giác
Mãn Giác (ur. 1052–1096) – wietnamski mistrz thiền ze szkoły vô ngôn thông.

## Życiorys
Urodził się w wiosce An Cách w Lũng Mạc. Nazywał się Nguyễn Trường. Jego ojciec Nguyễn Hoài Tố prowadził wysoki urząd na dworze cesarskim. 
Mãn Giác był bardzo dobrze wykształconym młodym człowiekiem i to zarówno w klasyce konfucjanskiej i buddyjskiej. Ponieważ cesarz Lý Thánh Tông wydał dekret nakazujący dzieciom szlacheckich rodzin przychodzenie na dwór, aby mu służyć, Mãn Giác wypełniał ten obowiązek. Po jego spełnieniu, Mãn Giác zajmował się dhyaną. Gdy na tron wstąpił Lý Nhân Tông, ze względu na szacunek jakim darzył Mãna Giáca, nadał mu nazwisko Hoài Tín (Wypełniony Wiarą).
W czasie okresu Anh Vũ Chiêu Thắng, czyli w latach 1076-1084, Mãn Giác poprosił o zgodę na zostanie mnichem. Został uczniem i spadkobiercą mistrza Quảng Trí z klasztoru Quán Đỉnh. Następnie tylko z miską żebraczą i kijem udał się na wędrówkę po kraju poszukując towarzyszy w Dharmie. Wszędzie, gdzie się pojawił, był otaczany przez uczniów. Stał się jednym z liderów buddyzmu w tych czasach.
Ponieważ cesarz Lý Nhân Tông i cesarzowa-wdowa Phù Thánh Linh Nhân zwrócili się w stronę thiềnu, wybudowali świątynię Giác Nguyên obok pałacu Cảnh Hưng. Do prowadzenia jej zaprosili Mãna Giáca. Ostatecznie cesarz osiągnął oświecenie i jest uważany za spadkobiercę Dharmy mistrza.
Pod koniec jedenastego miesiąca w piątym roku okresu Hội Phong, czyli w 1096 r. mistrz zawiadomił wszystkich, że jest chory i powiedział wiersz z ostatnimi naukami dla uczniów:
| Gdy mija wiosna, więdną setki kwiatów, Gdy przychodzi wiosna, rozkwitają setki kwiatów. Jedna rzecz po innej, życie mija przed waszymi oczami, Starość przychodzi z góry. Nie myślcie, że wszystkie kwiaty opadają z końcem wiosny, Na dziedzińcu zeszłej nocy zakwitła gałąź śliwy. |

Tego wieczoru Mãn Giác zmarł siedząc w pozycji lotosu. Jego ciało zostało skremowane i relikwie umieszczono w stupie w świątyni Sùng Nghiêm w jego rodzinnej wiosce. Cesarz nadał mu pośmiertnie tytuł Mãn Giác (Doskonałe Oświecenie).

## Linia przekazu Dharmy zen
Pierwsza liczba oznacza liczbę pokoleń mistrzów od 1 Patriarchy indyjskiego Mahakaśjapy.
Druga liczba oznacza liczbę pokoleń od 28/1 Bodhidharmy, 28 Patriarchy Indii i 1 Patriarchy Chin.
Trzecia liczba oznacza początek nowej linii przekazu w danym kraju.
- 33/6. Huineng (638-713)
  - 34/7. Nanyue Huairang (677-744) szkoła hongzhou
    - 35/8. Mazu Daoyi (707-788)

  - 36/9. Baizhang Huaihai (720-814)
    - 37/10/1. Vô Ngôn Thông (759-826) Wietnam – szkoła vô ngôn thông
      - 38/11/2. Cảm Thành (zm. 860)
        - 39/12/3. Thiện Hội (zm. 900)
          - 40/13/4. Vân Phong (zm. 956)
            - 41/14/5. Khuông Việt (933-1011)
              - 42/15/6. Đa Bảo (zm. po 1028)
                - 43/16/7. Định Hương (zm. 1051)
                  - 44/17/8. Viên Chiếu (999-1090)
                    - 45/18/9. Thông Biện (zm. 1134)
                      - 46/19/10. Biện Tâi (bd)
                      - 46/19/10. Đạo Huệ (zm. 1173)
                        - 47/20/11. Tịnh Lực (1112–1175)
                        - 47/20/11. Trí Bảo (zm. 1190)
                        - 47/20/11. Trường Nguyên (1110–1165)
                        - 47/20/11. Minh Trí (zm. 1196)
                          - 48/21/12. Quảng Nghiêm (1122–1190
                            - 49/22/13. Thường Chiếu (zm. 1203)
                              - 50/23/14. Thông Thiền (zm. 1228) laik
                                - 51/24/15. Tức Lự (bd)
                                  - 52/25/16. Ứng Vương (bd) laik

                              - 50/23/14. Thần Nghi (zm. 1216)
                                - 51/24/15.. Ẩn Không (bd)

                        - 47/20/11. Tín Học (zm. 1190)
                        - 47/20/11. Tịnh Không (1091–1170)
                        - 47/20/11. Dại Xả (1120–1180)

                  - 44/17/8. Cứu Chỉ
                  - 44/17/8. Bảo Tính (zm. 1034)
                  - 44/17/8. Minh Tâm (zm. 1034)

                - 43/16/7. Thiền Lão
                  - 44/17/8. Quảng Trí
                    - 45/18/9. Mãn Giác (1052–1096)
                      - 46/19/10. Bổn Tịnh (1100–1176)

                    - 45/18/9. Ngộ Ấn (1020–1088)